# Isaac Tshibangu
Isaac Tshikuna Tshibangu (Kinshasa, 17 maggio 2003) è un calciatore congolese (Repubblica Democratica del Congo), attaccante del Baniyas.

## Caratteristiche tecniche
È un'ala sinistra.
Nel 2020, è stato inserito nella lista dei migliori sessanta calciatori nati nel 2003, stilata dal quotidiano inglese The Guardian.

## Carriera

### Club
Tra il 2019 ed il 2021 ha giocato in patria in prima divisione con il TP Mazembe, con cui in questo biennio oltre a vincere un campionato ha segnato 2 reti in complessive 13 presenze nella CAF Champions League; nella stagione 2021-2022 ha fatto parte della rosa dell'Anderlecht, club della prima divisione belga, con cui non ha però giocato nessuna partita ufficiale.
Nella prima metà della stagione 2022-2023 ha giocato 8 partite senza mai segnare nella seconda divisione turca al Bandırmaspor, per poi trasferirsi nella prima divisione emiratina all'Al-Nasr, club con cui in un anno e mezzo di permanenza ha realizzato una rete in 18 partite di campionato giocate, per poi trasferirsi sempre nel medesimo campionato al Baniyas.

### Nazionale
Il 18 settembre 2019 ha esordito con la nazionale congolese disputando l'amichevole persa 3-2 contro il Ruanda.

## Statistiche

### Cronologia presenze e reti in nazionale
| Cronologia completa delle presenze e delle reti in nazionale ― RD del Congo | Cronologia completa delle presenze e delle reti in nazionale ― RD del Congo | Cronologia completa delle presenze e delle reti in nazionale ― RD del Congo | Cronologia completa delle presenze e delle reti in nazionale ― RD del Congo | Cronologia completa delle presenze e delle reti in nazionale ― RD del Congo | Cronologia completa delle presenze e delle reti in nazionale ― RD del Congo | Cronologia completa delle presenze e delle reti in nazionale ― RD del Congo | Cronologia completa delle presenze e delle reti in nazionale ― RD del Congo |
| Data                                                                        | Città                                                                       | In casa                                                                     | Risultato                                                                   | Ospiti                                                                      | Competizione                                                                | Reti                                                                        | Note                                                                        |
| --------------------------------------------------------------------------- | --------------------------------------------------------------------------- | --------------------------------------------------------------------------- | --------------------------------------------------------------------------- | --------------------------------------------------------------------------- | --------------------------------------------------------------------------- | --------------------------------------------------------------------------- | --------------------------------------------------------------------------- |
| 18-9-2019                                                                   | Kinshasa                                                                    | RD del Congo                                                                | 2 – 3                                                                       | Ruanda                                                                      | Amichevole                                                                  | -                                                                           | 68’                                                                         |
| 22-9-2019                                                                   | Bangui                                                                      | Rep. Centrafricana                                                          | 0 – 2                                                                       | RD del Congo                                                                | CHAN 2020 - Preliminari                                                     | -                                                                           |                                                                             |
| Totale                                                                      |                                                                             | Presenze                                                                    | 2                                                                           |                                                                             | Reti                                                                        | 0                                                                           |                                                                             |

## Palmarès

### Club

#### Competizioni nazionali
- Campionato della Repubblica Democratica del Congo: 1

TP Mazembe: 2019-2020